# Terence Davies
Terence Davies (ur. 10 listopada 1945 w Liverpoolu, zm. 7 października 2023) – brytyjski reżyser i scenarzysta filmowy.
Posługuje się skromną i realistyczną stylistyką filmową. Jest twórcą autorskich filmów nawiązujących do osobistych przeżyć oraz adaptacji prozy amerykańskiej. Davies jest też autorem scenariuszy wszystkich reżyserowanych przez siebie filmów.
W 2008 r. we Wrocławiu podczas festiwalu Era Nowe Horyzonty odbyła się retrospektywa ośmiu filmów Terence’a Daviesa, która cieszyła się dużą uwagą krytyków i popularnością widzów. Dopełnieniem przeglądu było wydanie z tej okazji książki Michała Oleszczyka pt. Gorycz wygnania, kino Terence’a Daviesa, a sam reżyser był gościem festiwalu.

## Filmografia
- 1984: Trylogia Terence’a Daviesa (The Terence Davies Trilogy) składająca się z trzech nakręconych wcześniej filmów:
  - 1976: Dzieci (Children)
  - 1980: Madonna z dzieciątkiem (Madonna and Child)
  - 1983: Śmierć i przemienienie (Death and Transfiguration)
- 1988: Dalekie głosy, spokojne życie[4] (Distant Voices, Still Lives)[5]
- 1992: Koniec długiego dnia (The Long Day Closes)
- 1995: Neonowa Biblia (The Neon Bible)
- 2000: Świat zabawy (The House of Mirth)
- 2008: O czasie i mieście (Of Time and the City)

## Nagrody i nominacje
Davies to dzisiaj jeden z najbardziej cenionych i innowacyjnych filmowców w europejskim kinie, autor niezwykle autorskich i osobistych dzieł, pionier na drodze poszukiwania nowych rozwiązań języka filmowego, który mieściłyby się pomiędzy fikcją, autobiografizmem i dokumentaryzmem, gdzie nacisk położony zostaje na muzykę.

Terence Davies otrzymał 12 nagród filmowych 14 nominacji:
- 1984: nagroda ekumenicznego jury dla filmu Trylogia Terence’a Daviesa na Locarno International Film Festival
- 1988: nagroda FIPRESCI dla filmu Dalekie głosy, spokojne życie
- 1988: nominacja do Europejskiej Nagrody Filmowej w trzech kategoriach – za scenariusz, muzykę i reżyserię – dla filmu Dalekie głosy, spokojne życie
- 1988: nagroda Złoty Leopard dla filmu Dalekie głosy, spokojne życie na Locarno International Film Festival
- 1988: nagroda FIPRESCI dla filmu Dalekie głosy, spokojne życie podczas Toronto International Film Festival
- 1988: nagroda Golden Spike dla filmu Dalekie głosy, spokojne życie podczas Valladolid International Film Festival
- 1990: nagroda Amanda dla najlepszego filmu zagranicznego za film Dalekie głosy, spokojne życie na Norwegian International Film Festival w Haugesund
- 1990: nominacja do Independent Spirit Award dla najlepszego filmu zagranicznego dla Dalekie głosy, spokojne życie
- 1990: nagroda ALFS Award dla reżysera roku za film Dalekie głosy, spokojne życie
- 1992: nominacja do Złotej Palmy dla filmu Koniec długiego dnia
- 1988: nagroda Golden Spike dla filmu Koniec długiego dnia podczas Valladolid International Film Festival
- 1992: nagroda Evening Standard British Film Award za najlepszy scenariusz dla filmu Koniec długiego dnia
- 1995: nominacja do Złotej Palmy dla filmu Neonowa Biblia
- 1995: nominalcja do Golden Spike dla filmu Neonowa Biblia podczas Valladolid International Film Festival
- 2000: nominacja do British Independent Film Award za reżyserię w filmie Świat zabawy
- 2000: nominacja do Grand Prix na Flanders International Film Festival dla filmu Świat zabawy
- 2000: nominacja do Golden Spike dla filmu Świat zabawy podczas Valladolid International Film Festival
- 2001: nominacja do Nagrody Alexander Korda Award dla najlepszego filmu brytyjskiego na BAFTA, wspólnie z Olivią Stewart za film Świat zabawy
- 2001: nagroda People's Choice Award dla filmu Świat zabawy podczas Istanbul International Film Festival
- 2001: nominacja do ALFS Award dla brytyjskiego reżysera roku dla filmu Świat zabawy
- 2001: nominacja do Golden Satellite Award dla najlepszego scenariusza-adaptacji dla filmu Świat zabawy
- 2001: nominacja do USC Scripter Award za scenariusz do filmu Świat zabawy
- 2002: nagroda Chlotrudis Awards za najlepszy scenariusz-adaptację dla filmu Świat zabawy
- 2008: nagroda za całokształt twórczości podczas Festiwalu Filmowego w San Sebastian

## Opinie krytyków
Ten brytyjski reżyser (...) zrealizował zaledwie trzy średnie metraże i pięć filmów pełnometrażowych, jednak stworzył jeden z najbardziej spójnych i wyjątkowych wizerunków filmowych w dziejach kina. Nazywany jest „Proustem kina” – cała jego twórczość jest obsesyjnie autobiograficzna, zanurzona we wspomnieniach, skupiona na rekonstrukcji ulotnych, ledwie zapamiętanych chwil z przeszłości (nucona przez matkę piosenka, odgłosy padającego w nocy deszczu, prószący śnieg, msze w kościele, wizyty w kinie...). Daviesa fascynuje przede wszystkim fenomen pamięci i właśnie w kinie odnajduje on język, za pomocą którego potrafi dotrzeć do własnej przeszłości. (...)
Niezwykłość dokonania Daviesa na tle innych filmów autobiograficznych polega na tym, że jedynym filtrem, jaki posłużył mu do selekcji materiału, jest wrażliwość głównego bohatera. Jest mnóstwo tematów – nazwijmy je ogólnie – społeczno-historycznych, które Davies mógł poruszyć w swoich filmach (...). Nie zrobił tego jednak , skupiając się tylko i wyłącznie na wrażliwości głównego bohatera. Co więcej, wyłączył on tę wrażliwość (w pokaźnym stopniu) z wrażliwości zbiorowej ludzi go otaczających. Jeśli przypomnimy sobie „Amarcord” Felliniego – archetypiczny film o pamięci własnej reżysera – dostrzeżemy, że życie zbiorowe było tam ważniejsze od indywidualnego; film nie miał jednego bohatera, a najbardziej liczyły się chwile wspólnych zabaw, wygłupów i wydarzeń ważnych dla całego miasteczka. Tymczasem bohater Daviesa – Robert Tucker, Bud Davies – jest zawsze izolowany, także poprzez samo kadrowanie, często otaczające go wyraźną ramą bądź oddzielające go od świata za pomocą krat.
Davies opowiada swoją pamięć, ale także pamięć bliskich – pamięć od nich przejętą, zawłaszczoną. Nie mógł być świadkiem niemieckich nalotów na Liverpool, które widzimy w Dalekich głosach, martwych naturach. Mimo to postrzega je jak część własnych wspomnień. Jak powiedział w jednym z wywiadów: Moje rodzeństwo tak dużo opowiadało mi o swojej przeszłości, że ich wspomnienia stały się w końcu moimi. (...)
Homoseksualizm Daviesowskiego bohatera jest dlań źródłem udręki. Kolizja własnych pragnień z katolickim wychowaniem – wpojonym na dodatek przez ukochaną matkę – jest jak cierń wbity na trwałe w ciało, drażniący przy próbie jakiegokolwiek ruchu czy zmiany. Ten cierń pojawia się w momencie, kiedy mały Bud Davies wygląda przez okno w „Kresie długiego dnia” i wpatruje się w umięśnionego murarza. Kiedy ten ostatni do niego mruga, mały Bud – by użyć słów Daviesa – już wie, że nic nie będzie odtąd takie samo. Odtąd będzie inny; wykluczony; wygnany.
Relacja homoseksualna nie jest u Daviesa azylem umożliwiającym (choćby chwilowe) zawieszenie wykluczenia. Homoerotyzm „Trylogii...” nie jest inkluzywny: także i on powtarza matrycę wygnania, która zawłaszcza całość egzystencji bohatera.

Cała twórczość angielskiego reżysera to niekończący się autobiograficzny film, który jest próbą odbudowania utraconej integralności „ja”, które wypadło z czasu. Ten proces wymaga powrotu do przeszłości, bo tylko ją – przekonuje Davies – tak naprawdę mamy. Wszystko inne jest znikome (teraźniejszość nam ucieka, przyszłość jest nieprzewidywalna). Człowiek zwracający się do czasu minionego próbuje spojrzeć na niego z dystansem po to, by w jakiś sposób odzyskać akceptację samego siebie. I odzyskać niejako przyszłość.

## Publikacje
- Terence Davies Hallelujah Now, wyd. Penguin, Londyn 1993, ISBN 0-14-017446-X
- Terence Davies A Modest Pageant, wyd. Faber and Faber, Londyn 1992, ISBN 0-571-16371-8